# Nam vương Thế giới 2019
Nam vương Thế giới 2019 là cuộc thi Nam vương Thế giới lần thứ mười. Cuộc thi được tổ chức vào ngày 23 tháng 8 năm 2019 tại Smart Araneta Coliseum ở Thành phố Quezon, Metro Manila, Philippines. Rohit Khandelwal của Ấn Độ trao vương miện cho người kế nhiệm là Jack Heslewood của Anh.

## Kết quả

### Thứ hạng
| Thứ hạng                | Thí sinh |
| ----------------------- | --- |
| Nam vương Thế giới 2019 | - Anh – Jack Heslewood |
| Á vương 1               | - Nam Phi – Fezile Mkhize |
| Á vương 2               | - México – Brian Faugier |
| Top 5                   | - Brasil – Carlos Franco - Cộng hòa Dominica – Alejandro Martínez |
| Top 12                  | - Áo – Alberto Nodale - Ireland – Wayne Walsh - Liban – Jean-Paul Bitar - Nepal – Akshay Rayamajhi - Bắc Ireland – Adam Stensson - Philippines – Jody Tejano Saliba - Tonga – Mikaele Ahomana |
| Top 29                  | - Argentina – Leonardo Díaz - Chile – Felipe Rojas - Trung Quốc – Zhang Zhiyu - Séc – Jakub Krauś - Ghana – Bright Ofori - Indonesia – Radityo Senoputro - Ý – Marco D'Elia - Kenya – Robert Cula Budi - Latvia – Edvīns Ločmelis - Mauritius – Alexandre Curpanen - Hà Lan – Ashley Peternella - Nigeria – Nelson Enwerem - Ba Lan – Robert Kapica - Puerto Rico – José Cotto - Nga – Denis Khadyko - Hoa Kỳ – Andresito Germosen - Venezuela – Jorge Núñez |

Thứ tự gọi tên
| Top 29 1. Argentina 2. Brasil 3. Chile 4. Cộng hòa Dominica 5. México 6. Puerto Rico 7. Hoa Kỳ 8. Venezuela 9. Ghana 10. Kenya 11. Mauritius 12. Nigeria 13. Nam Phi 14. Áo 15. Séc 16. Anh 17. Ireland 18. Ý 19. Latvia 20. Hà Lan 21. Bắc Ireland 22. Ba Lan 23. Nga 24. Trung Quốc 25. Indonesia 26. Liban 27. Nepal 28. Philippines 29. Tonga | Top 12 1. Nam Phi 2. Ireland 3. Tonga 4. México 5. Nepal 6. Brasil 7. Cộng hòa Dominica 8. Áo 9. Anh 10. Bắc Ireland 11. Philippines 12. Liban | Top 5 1. Brasil 2. Cộng hòa Dominica 3. Anh 4. México 5. Nam Phi |

### Người chiến thắng theo khu vực lục địa
| Lục địa                  | Thí sinh                                 |
| ------------------------ | ---------------------------------------- |
| Châu Phi                 | - Nam Phi – Fezile Mkhize                |
| Châu Mỹ                  | - México – Brian Faugier                 |
| Châu Á - Thái Bình Dương | - Philippines – Jody Tejano Saliba       |
| Vùng Caribê              | - Cộng hòa Dominica – Alejandro Martínez |
| Châu Âu                  | - Áo – Alberto Nodale                    |

### Giải thưởng đặc biệt
| Giải thưởng            | Thí sinh                 |
| ---------------------- | ------------------------ |
| Mister Photogenic      | - México – Brian Faugier |
| Best in Barong Tagalog | - Anh – Jack Heslewood   |

### Các phần thi
- Extreme là một thử thách về sức mạnh, sức bền và sự quyết tâm
- Sports là một bài kiểm tra về kỹ năng, tính kỷ luật và tính thể thao
- Talent & Creativity tập trung vào phần trình diễn nghệ thuật, kỹ thuật và sự cống hiến của thí sinh
- Fashion thể hiện kỹ năng trình diễn, phong cách và dáng vẻ, cũng như gu thời trang tổng thể của thí sinh
- Multimedia xem xét sự tương tác của thí sinh với khán giả trực tuyến chủ yếu trên các nền tảng truyền thông xã hội khác nhau

### Sự kiện Fast Track
| Kết quả              | Thí sinh                 |
| -------------------- | ------------------------ |
| Sports Challenge     | Nam Phi – Fezile Mkhize  |
| Extreme Challenge    | Ireland – Wayne Walsh    |
| Talent & Creativity  | Tonga – Mikaele Ahomana  |
| Top Model            | México – Brian Faugier   |
| Multimedia Challenge | Nepal – Akshay Rayamajhi |

### Sports
| Kết quả    | Thí sinh                     |
| ---------- | ---------------------------- |
| Quán quân  | Nam Phi – Fezile Mkhize      |
| Á quân 1   | Colombia – Daniel Castrillon |
| Á quân 2   | Ireland – Wayne Walsh        |
| Á quân 3   | Kenya – Robert Cula Budi     |
| Swimming   | Argentina – Leonardo Díaz    |
| Basketball | Anh – Jack Heslewood         |
| Shuttlerun | Perú – Jano Carper           |

| Team     | Red Team | Green Team | Yellow Team | Blue Team |
| -------- | --- | --- | --- | --- |
| Thí sinh | - Alberto Nodale - Makala Nganda - Alessandro Coward - Felipe Rojas - Daniel Castrillón - Naim Pieter        | - Jakub Krauś - David Pivaral - Jack Heslewood - Joselayt Miko - Luigy Manyri - Wayne Walsh                                                     | - Robert Cula - Owen Hawel - Alexandre Curpanen - Ashley Peternella - Alberto Silva - Jano Carper                                                                                 | - Learie Hall - Fezile Mkhize - Daniel Torres - Anakin Nontiprasit - Mikaele Ahomana - Jorge Núñez                |
| Reserve  | - Grigor Vardanyan - Mahadi Fahim                                                                            | - Daniel Vallejo - Tino Kantonen | - Daryl Azzopardi - Nelson Enwerem | - Manoj de Silva - Andresito Germosen                                                                             |
| Swimmers | - Leonardo Díaz - Jonathan Berry                                                                             | - Thomas Tzekos - Kenta Nagai | - José Vallejos - Algis González | - Jody Tejano - Robert Kapica                                                                                     |
| Khác     | - Pascoal André - Darko Milović - Carlos Franco - Oliver Staykov - Somkhan Ou - Zhang Zhiyu - Daniel Esquive | - Alejandro Martínez - Henri Keskküla - Bright Ofori - Moises Paredes - Vishnu Raj Menon - Radityo Senoputro - Marco D'Elia - Adilbek Nurakayev | - Na Gi-wook - Daniel Begaliev - Edvīns Ločmelis - Jean-Paul Bitar - Yong Kian Yik - Brian Faugier - Nemanja Kaludjerović - Sai Kaung Min Htet - Akshay Rayamajhi - Adam Steenson | - José Cotto - Denis Khadyko - Makalio Matalio - Nikola Boćanin - Mohamed Kamanoh - Hugo Ong Jun Hui - Deng Aguer |

### Extreme Challenge
| Kết quả   | Thí sinh                                                                         |
| --------- | -------------------------------------------------------------------------------- |
| Quán quân | - Ireland – Wayne Walsh                                                          |
| Top 4     | - Áo – Alberto Nodale - Colombia – Daniel Castrillon - Philippines – Jody Saliba |

### Talent & Creativity
| Kết quả   | Thí sinh                                               |
| --------- | ------------------------------------------------------ |
| Quán quân | - Tonga – Mikaele Ahomana                              |
| Top 3     | - Anh – Jack Heslewood - Hà Lan – Ashley Peternella    |
| Top 5     | - Indonesia – Radityo Wahyu - Nigeria – Nelson Enwerem |

### Top Model Challenge
| Kết quả   | Thí sinh |
| --------- | --- |
| Quán quân | - México – Brian Faugier |
| Top 5     | - Cộng hòa Dominica – Alejandro Martínez - Anh – Jack Heslewood - Philippines – Jody Tejano - Venezuela – Jorge Núñez |
| Top 25    | - Angola – Pascoal André - Argentina – Leonardo Díaz - Áo – Alberto Nodale - Bosna và Hercegovina – Darko Milović - Brasil – Carlos Franco - Campuchia – Somkhan Ou - Canada – Alessandro Coward - Chile – Felipe Rojas - Trung Quốc – Zhang Zhiyu - Colombia – Daniel Castrillón - Séc – Jakub Krauś - Ý – Marco D'Elia - Liban – Jean-Paul Bitar - Mauritius – Alexandre Curpanen - Bắc Ireland – Adam Steenson - Ba Lan – Robert Kapica - Sierra Leone – Mohamed Kamanoh - Nam Phi – Fezile Mkhize - Tây Ban Nha – Daniel Torres - Thái Lan – Anakin Nontiprasit |

### Multimedia Challenge
| Kết quả   | Thí sinh                 |
| --------- | ------------------------ |
| Quán quân | Nepal – Akshay Rayamajhi |
| Á quân 1  | Áo – Alberto Nodale      |
| Á quân 2  | Ấn Độ – Vishnu Raj Menon |

## Các thí sinh
72 thí sinh dự thi.
| Quốc gia/vùng lãnh thổ | Thí sinh                        | Tuổi | Chiều cao               | Quê quán              | T.k.             |
| ---------------------- | ------------------------------- | ---- | ----------------------- | --------------------- | ---------------- |
| Angola                 | Pascoal Jorge André             | 21   | 1,85 m (6 ft 1 in)      | Luanda                | [ 5 ]            |
| Anh                    | Jack Heslewood                  | 27   | 1,91 m (6 ft 3 in)      | Hertfordshire         | [ 6 ] [ rep 1 ]  |
| Argentina              | Leonardo Díaz Alincastro        | 27   | 1,81 m (5 ft 11+1⁄2 in) | San Salvador de Jujuy | [ 7 ] [ rep 2 ]  |
| Armenia                | Grigor Vardanyan                | 26   | 1,80 m (5 ft 11 in)     | Ashtarak              | [ 8 ]            |
| Áo                     | Alberto Nodale                  | 28   | 1,78 m (5 ft 10 in)     | Vienna                | [ 9 ]            |
| Ấn Độ                  | Vishnu Raj Menon                | 26   | 1,84 m (6 ft 1⁄2 in)    | Thrissur              | [ 10 ]           |
| Ba Lan                 | Robert Kapica                   | 23   | 1,88 m (6 ft 2 in)      | Mstów                 | [ 11 ]           |
| Bangladesh             | Mahadi Hasan Fahim              | 22   | 1,80 m (5 ft 11 in)     | Chittagong            | [ 12 ]           |
| Bắc Ireland            | Adam Steenson                   | 24   | 1,81 m (5 ft 11+1⁄2 in) | Portadown             | [ 13 ]           |
| Bosna và Hercegovina   | Darko Milović                   | 17   | 1,91 m (6 ft 3 in)      | Foča                  | [ 14 ]           |
| Brasil                 | Carlos Wilton Teodoro Franco    | 27   | 1,90 m (6 ft 3 in)      | Araras                | [ 15 ]           |
| Bulgaria               | Oliver Staykov                  | 28   | 1,95 m (6 ft 5 in)      | Sofia                 | [ 16 ]           |
| Cameroon               | Makala Nganda Courtez           | 25   | 1,94 m (6 ft 4+1⁄2 in)  | Buea                  | [ 17 ]           |
| Campuchia              | Somkhan Ou                      | 24   | 1,82 m (5 ft 11+1⁄2 in) | Kampong Chhnang       | [ 18 ]           |
| Canada                 | Alessandro Coward               | 21   | 1,88 m (6 ft 2 in)      | Vancouver             | [ 19 ]           |
| Chile                  | Felipe Rojas Ramírez            | 24   | 1,91 m (6 ft 3 in)      | Calama                | [ 20 ]           |
| Colombia               | Daniel Castrillón               | 23   | 1,85 m (6 ft 1 in)      | Medellín              | [ 21 ]           |
| Costa Rica             | Daniel Esquivel Navarro         | 25   | 1,72 m (5 ft 7+1⁄2 in)  | Sarchí                | [ 22 ]           |
| Curaçao                | Naim Jassir Pieter              | 25   | 1,86 m (6 ft 1 in)      | Willemstad            | [ 23 ]           |
| Cộng hòa Dominica      | Alejandro Martínez              | 26   | 1,90 m (6 ft 3 in)      | Salcedo               | [ 24 ]           |
| Ecuador                | Daniel Andres Vallejo Arauz     | 25   | 1,82 m (5 ft 11+1⁄2 in) | Manta                 | [ 25 ]           |
| El Salvador            | David Pivaral                   | 27   | 1,80 m (5 ft 11 in)     | San Salvador          | [ 26 ]           |
| Estonia                | Henri Keskküla                  | 21   | 1,76 m (5 ft 9+1⁄2 in)  | Rapla                 | [ 27 ]           |
| Ghana                  | Bright Ofori                    | 21   | 1,88 m (6 ft 2 in)      | Koforidua             | [ 28 ]           |
| Guadeloupe             | Luigy Manyri                    | 27   | 1,81 m (5 ft 11+1⁄2 in) | Les Abymes            | [ 29 ]           |
| Guinea Xích Đạo        | Joselayt Ebana Miko             | 20   | 1,83 m (6 ft 0 in)      | Mongomo               | [ 30 ]           |
| Hà Lan                 | Ashley Karym Peternella         | 27   | 1,88 m (6 ft 2 in)      | Amsterdam             | [ 31 ] [ rep 3 ] |
| Hàn Quốc               | Na Gi-wook                      | 27   | 1,82 m (5 ft 11+1⁄2 in) | Incheon               | [ 32 ]           |
| Hoa Kỳ                 | Andresito Germosen De La Cruz   | 23   | 1,76 m (5 ft 9+1⁄2 in)  | New York City         | [ rep 4 ]        |
| Honduras               | Moises Darío Paredes Alvarado   | 25   | 1,78 m (5 ft 10 in)     | Quimistán             | [ 33 ]           |
| Hy Lạp                 | Thomas Tzekos                   | 19   | 1,86 m (6 ft 1 in)      | Athens                | [ 34 ]           |
| Indonesia              | Radityo Wahyu Senoputro         | 21   | 1,74 m (5 ft 8+1⁄2 in)  | Bandung               | [ 35 ]           |
| Ireland                | Wayne Walsh                     | 28   | 1,87 m (6 ft 1+1⁄2 in)  | Galway                | [ 36 ]           |
| Kazakhstan             | Adilbek Nurakayev               | 21   | 1,88 m (6 ft 2 in)      | Almaty                | [ 37 ]           |
| Kenya                  | Robert Cula Budi                | 28   | 1,75 m (5 ft 9 in)      | Nairobi               | [ 38 ]           |
| Kyrgyzstan             | Daniel Begaliev                 | 29   | 1,80 m (5 ft 11 in)     | Osh                   | [ 39 ]           |
| Latvia                 | Edvīns Ločmelis                 | 29   | 1,87 m (6 ft 1+1⁄2 in)  | Gulbene               | [ 40 ]           |
| Liban                  | Jean-Paul Bitar                 | 32   | 1,83 m (6 ft 0 in)      | Beirut                | [ 41 ]           |
| Luxembourg             | Owen Hawel                      | 19   | 1,83 m (6 ft 0 in)      | Luxembourg City       | [ 42 ] [ rep 5 ] |
| Malaysia               | Yong Kian Yik                   | 26   | 1,91 m (6 ft 3 in)      | Kuala Lumpur          | [ 43 ]           |
| Malta                  | Daryl Azzopardi                 | 23   | 1,85 m (6 ft 1 in)      | Swatar                | [ 44 ]           |
| Mauritius              | Alexandre Curpanen              | 21   | 1,82 m (5 ft 11+1⁄2 in) | Grand-Gaube           | [ 45 ]           |
| México                 | Brian Arturo Faugier González   | 25   | 1,90 m (6 ft 3 in)      | Monterrey             | [ 46 ]           |
| Montenegro             | Nemanja Kaludjerović            | 30   | 1,89 m (6 ft 2+1⁄2 in)  | Podgorica             | [ 47 ]           |
| Myanmar                | Sai Kaung Min Htet              | 21   | 1,83 m (6 ft 0 in)      | Tachileik             | [ 48 ]           |
| Nam Phi                | Fezile Mkhize                   | 28   | 1,83 m (6 ft 0 in)      | Bloemfontein          | [ 49 ]           |
| Nam Sudan              | Deng Aguer Dunga                | 26   | 1,87 m (6 ft 1+1⁄2 in)  | Juba                  | [ 50 ]           |
| Nepal                  | Akshay Jung Rayamajhi           | 23   | 1,80 m (5 ft 11 in)     | Kathmandu             | [ 51 ]           |
| Nga                    | Denis Pavlevich Khadyko         | 26   | 1,98 m (6 ft 6 in)      | Sudak                 | [ 52 ]           |
| Nhật Bản               | Kenta Nagai                     | 26   | 1,85 m (6 ft 1 in)      | Fukuoka               | [ 53 ]           |
| Nicaragua              | José Antonio Vallejos Pérez     | 23   | 1,83 m (6 ft 0 in)      | León                  | [ 54 ]           |
| Nigeria                | Prince Nelson Enwerem           | 23   | 1,83 m (6 ft 0 in)      | Calabar               | [ 55 ]           |
| Panamá                 | Algis Guillermo González Medina | 30   | 1,86 m (6 ft 1 in)      | Las Tablas            | [ 56 ]           |
| Paraguay               | Alberto Magno Silva Romero      | 26   | 1,83 m (6 ft 0 in)      | Villeta               | [ 57 ]           |
| Perú                   | Jano Carper                     | 26   | 1,78 m (5 ft 10 in)     | Lima                  | [ 58 ]           |
| Phần Lan               | Tino Kantonen                   | 21   | 1,80 m (5 ft 11 in)     | Turku                 | [ 59 ]           |
| Philippines            | Jody Baines Tejano Saliba       | 26   | 1,78 m (5 ft 10 in)     | Thành phố Olongapo    | [ 60 ]           |
| Puerto Rico            | José Humberto Cotto Rodríguez   | 24   | 1,88 m (6 ft 2 in)      | Río Grande            | [ 61 ]           |
| Samoa                  | Makalio Junior Matalio Alai     | 20   | 1,83 m (6 ft 0 in)      | Apia                  | [ 62 ]           |
| Serbia                 | Nikola Boćanin                  | 20   | 1,88 m (6 ft 2 in)      | Vrnjačka Banja        | [ 63 ]           |
| Séc                    | Jakub Krauś                     | 29   | 1,86 m (6 ft 1 in)      | Liberec               | [ 64 ]           |
| Sierra Leone           | Mohamed Kamanoh                 | 22   | 1,78 m (5 ft 10 in)     | Waterloo              | [ 65 ]           |
| Singapore              | Hugo Ong Jun Hui                | 22   | 1,93 m (6 ft 4 in)      | Singapore             | [ 66 ]           |
| Sint Maarten           | Learie Hall                     | 23   | 1,78 m (5 ft 10 in)     | Philipsburg           | [ 67 ]           |
| Sri Lanka              | Manoj Suranga de Silva          | 26   | 1,78 m (5 ft 10 in)     | Colombo               | [ 68 ]           |
| Tây Ban Nha            | Daniel Torres Moreno            | 29   | 1,90 m (6 ft 3 in)      | Malaga                | [ 69 ]           |
| Thái Lan               | Anakin Nontiprasit              | 20   | 1,80 m (5 ft 11 in)     | Maha Sarakham         | [ 70 ]           |
| Tonga                  | Mikaele Henry Ahomana           | 24   | 1,75 m (5 ft 9 in)      | Nukuʻalofa            | [ 71 ]           |
| Trung Quốc             | Zhang Zhiyu                     | 19   | 1,90 m (6 ft 3 in)      | Jinan                 | [ 72 ]           |
| Úc                     | Jonathan Berry                  | 24   | 1,84 m (6 ft 1⁄2 in)    | Melbourne             | [ 73 ] [ rep 6 ] |
| Venezuela              | Jorge Eduardo Núñez Martínez    | 24   | 1,86 m (6 ft 1 in)      | Cabimas               | [ 74 ]           |
| Ý                      | Marco D'Elia                    | 22   | 1,87 m (6 ft 1+1⁄2 in)  | Peschiera del Garda   | [ 75 ] [ rep 7 ] |

### Dự thi quốc tế khác
Manhunt International
- 2018:  Anh – Jack Heslewood (đại diện  Anh Quốc; Top 16)

Mister Gay World
- 2013:  Hà Lan – Ashley Karym Peternella (đại diện  Aruba; Á vương 3)

Mister Globe
- 2021:  Kazakhstan – Adilbek Nurakayev

Mister International
- 2011:  Latvia – Edvīns Ločmelis
- 2015:  Séc – Jakub Krauś (Top 5)
- 2016:  Tây Ban Nha – Daniel Torres Moreno (Top 9)
- 2024:  México – Brian Arturo Faugier González (Top 10)

Mister Model International
- 2018:  Ý – Marco D'Elia (Á vương 1)

Mister Supranational
- 2024:  Nam Phi - Fezile Mkhize (Nam vương)

Mister Universal Ambassador
- 2016:  Cộng hòa Dominica – Alejandro Martínez (Top 5)